# Джордж Уелски
Принц Джордж Уелски (на английски: Prince George of Wales), пълно име Джордж Александър Луи (на английски: George Alexander Louis), е първородният син на принц Уилям и Катрин, принцеса на Уелс.

## Биография
Роден е на 22 юли 2013 г. в болницата „Св. Мери“ в Лондон. Той е 2-ри в линията на наследяване на короната след баща си принц Уилям. Кръстен е на 23 октомври 2013 г.